# 南大嶺站
南大嶺站（日语：／ Minami-Ōmine eki */?）是位於山口縣美禰市大嶺町西分字祖父瀨，西日本旅客鐵道（JR西日本）的美禰線車站。

## 歷史
- 1905年（明治38年）9月13日 - 山陽鐵道厚狹站至大嶺站之間開通，伊佐站（日语：／）啟用。
  - 當時車站地址為山口縣美禰郡大嶺村（日语：大嶺町）大嶺西分字祖父瀨。
- 1906年（明治39年）12月1日 - 山陽鐵道被國有化（日语：鉄道国有法），成為官設鐵道車站[2]。
- 1909年（明治42年）10月12日 - 制定路線名稱[2]。成為大嶺線車站[2]。
- 1916年（大正5年）9月15日 - 美禰輕便鐵道（日语：美祢軽便鉄道）此站至重安站開通，成為國有鐵道和美禰輕便鐵道的車站。
- 1920年（大正9年）6月1日 - 美禰輕便鐵道被國有化，成為美禰輕便線，自從回復國有鐵道車站。
- 1922年（大正11年）9月2日 - 不再稱呼為輕便線，美禰輕便線改名為美禰線。
- 1924年（大正13年）3月23日 - 路線名稱變更，前大嶺線區間，即厚狹站至此站至正明市站（現時：長門市站）之間和此站至大嶺站之間均名為美禰線（在1963年，日文寫法變為[3]）。
- 1939年（昭和14年）5月1日 - 大嶺村實施町制，變成大嶺町（日语：大嶺町），車站地址變為山口縣美禰郡大嶺町大嶺西分字祖父瀨。
- 1949年（昭和24年）1月1日 - 車站改名為南大嶺站[1]。
- 1954年（昭和29年）3月31日 - 隨著美禰市（第一次）成立，車站地址變為山口縣美禰市大嶺町大嶺西分字祖父瀨。
- 1956年（昭和31年） - 隨著町名改名，車站地址變為山口縣美禰市大嶺町西分字祖父瀨。
- 1987年（昭和62年）4月1日 - 伴隨國鐵分割民營化，車站由西日本旅客鐵道（JR西日本）營運[3]。
- 1997年（平成9年）4月1日 - 大嶺支線（此站至大嶺站之間）廢止[4]。
- 2008年（平成20年）3月21日 - 隨著美禰市（第二次）成立，車站地址變成現時的地址。
- 2010年（平成22年）7月15日 - 因大雨使厚狹川泛濫，橋樑被沖毀，全線不能通行，此站暫停營業。
- 2011年（平成23年）9月26日 - 全線重開，此站重開。

## 車站構造
車站是一座地面車站，設有2面2線的單式、島式月台。車站前方道路對面設有小型商店（小田酒店），委托售賣車票，但是在2012年（平成24年）3月31日起取消這個安排。車站大樓位於單式月台側，兩月台之間設有跨線橋連接。
此站是由長門鐵道部管理的無人車站。
曾經此站設有2面3線的月台，單式月台（1號月台）只讓大嶺支線使用，靠近車站大樓的島式月台（2號月台）下行月台，對面（3號月台）是上行月台。在大嶺支線廢止後，1號月台的路軌被撒走，使單式月台旁的2號月台延長了。自從再沒有1號月台，2號月台兩側比較狹窄。

### 月台
| 月台              | 路線    | 上下行 | 方向             |
| ----------------- | ------- | ------ | ---------------- |
| 車站大樓一方（2） | ■美禰線 | 下行   | 美禰、長門市方向 |
| 車站大樓對面（3） | ■美禰線 | 上行   | 厚狹方向         |

- 在大嶺支線廢止後，月台上的月台編號不見了，但是信號燈上還有標示月台編號。

## 利用狀況
以下為近年的乘車人次列表。
| 年度 | 1日平均 乘車人次 |
| ---- | ---------------- |
| 1999 | 14               |
| 2000 | 15               |
| 2001 | 14               |
| 2002 | 10               |
| 2003 | 10               |
| 2004 | 10               |
| 2005 | 12               |
| 2006 | 12               |
| 2007 | 15               |
| 2008 | 14               |
| 2009 | 11               |
| 2010 | 7                |
| 2011 | 5                |
| 2012 | 6                |
| 2013 | 11               |
| 2014 | 10               |
| 2015 | 13               |
| 2016 | 12               |
| 2017 | 11               |
| 2018 | 11               |
| 2019 | 10               |

## 車站周邊
- 山口縣道33號下關美禰線（日语：山口県道33号下関美祢線）
- 厚狹川（日语：厚狭川）

## 巴士路線
山電交通美禰線南大嶺巴士站
巴士站位於山口縣道33號下關美禰線上。

## 相鄰車站
西日本旅客鐵道（JR西日本）
■美禰線
四郎原－南大嶺－美禰

### 曾經存在的路線
西日本旅客鐵道
美禰線大嶺支線
南大嶺－大嶺

## 注腳
1. 1 2  「運輸省告示第329号」『官報』1948年11月30日（國立國會圖書館數碼化收藏）
2. 1 2 3  歴史でめぐる鉄道全路線 国鉄・JR 7号、20頁
3. 1 2  歴史でめぐる鉄道全路線 国鉄・JR 7号、21頁
4. ↑  美祢線（南大嶺〜大嶺間）の廃止について（日語）（網絡存檔） - 西日本旅客鐵道新聞稿 1997年2月10日
5. ↑  山口県統計年鑑 （页面存档备份，存于）（日語） - 山口縣

## 外部連結
- 南大嶺｜車站資訊：JR出門網 - 西日本旅客鐵道（日語）